# UTC+1

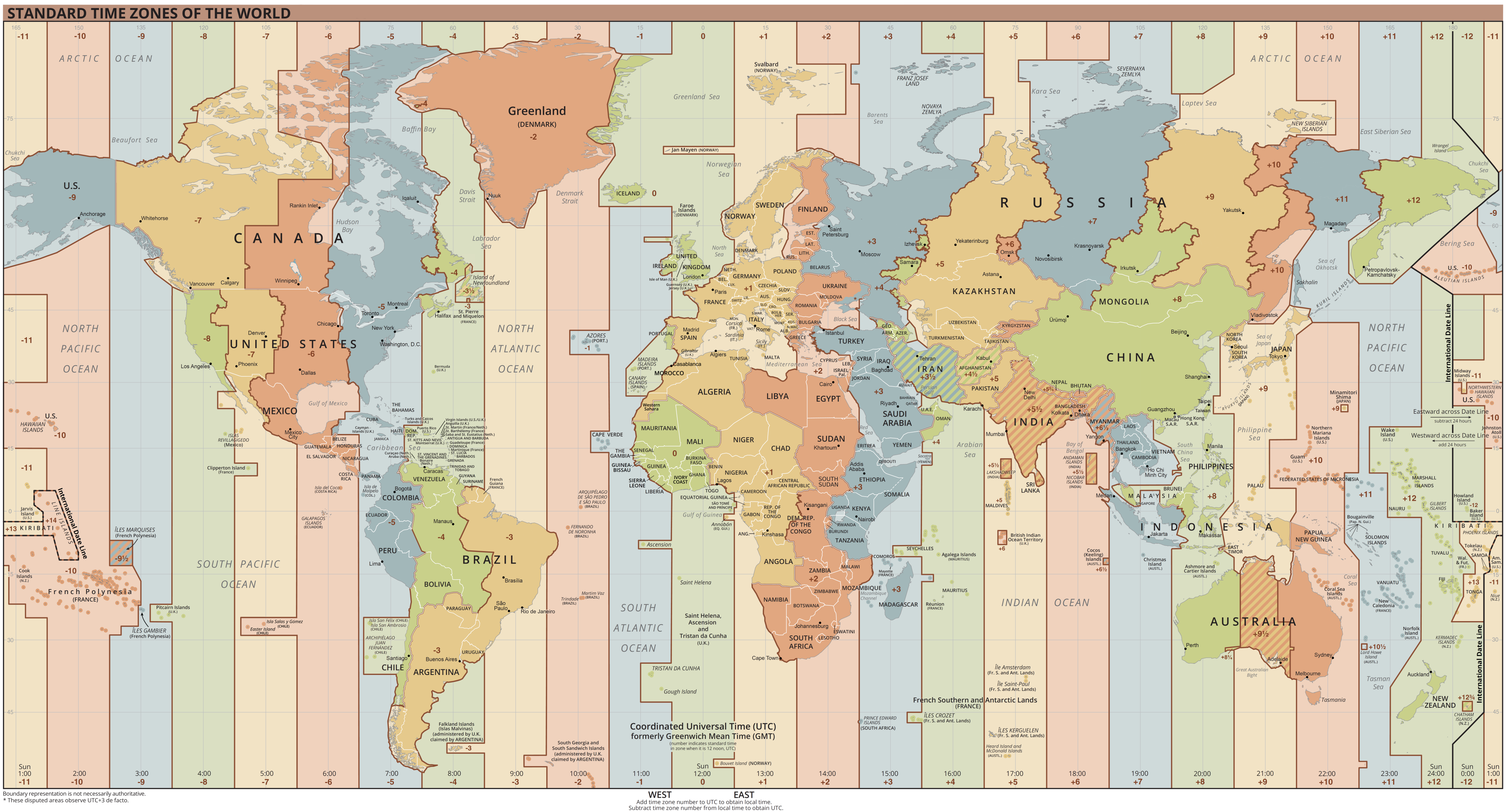
UTC+1 in Orange in Mitteleuropa und mittlerem Afrika

UTC+1 ist eine Zonenzeit, welche den Längenhalbkreis 15° Ost als Bezugsmeridian hat. Auf Uhren mit dieser Zonenzeit ist es eine Stunde später als die koordinierte Weltzeit (UTC) und kein Zeitunterschied zur mitteleuropäischen Zeit (MEZ).
Sie wird in zwei Zeitzonen als Normalzeit verwendet: In Europa für die Mitteleuropäische Zeit, in Afrika für die Westafrikanische Zeit sowie für diverse Sommerzeiten.

## Übersicht
Der nördlichste auf dem Lande liegende Punkt der Zone ist der nördlichste Punkt Spitzbergens, die östliche Spitze liegt auf Vardø (Norwegen), am weitesten nach Süden reicht die Zone in Angola und am weitesten westlich bis nach Westsahara.

## Westafrikanische Zeit: Zonenzeit ganzjährig
- Algerien
- Angola
- Äquatorialguinea
- Benin
- Gabun
- Kamerun

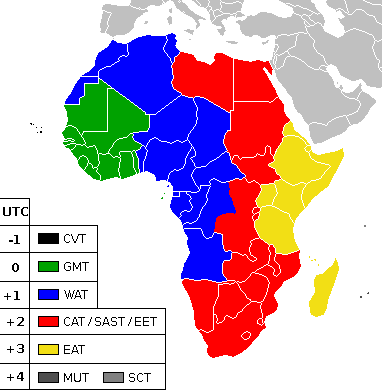
Afrikanische Zeitzonen, UTC+1 (WAT) in Blau

- Demokratische Republik Kongo (Équateur, Kinshasa, Kwango, Kwilu, Mai-Ndombe, Mongala, Kongo Central, Nord-Ubangi, Sud-Ubangi, Tshuapa)
- Republik Kongo
- Marokko (incl.  Westsahara)
- Niger
- Nigeria
- Tschad
- Tunesien
- Zentralafrikanische Republik

## Mitteleuropäische Zeit: Nördliche Hemisphäre Normalzeit
- Albanien
- Andorra
- Belgien
- Bosnien und Herzegowina
- Dänemark
- Deutschland
- Frankreich
- Italien
- Kroatien
- Kosovo
- Liechtenstein
- Luxemburg
- Malta
- Monaco
- Montenegro
- Niederlande
- Nordmazedonien
- Norwegen (einschließlich Spitzbergen und Jan Mayen)
- Österreich
- Polen
- San Marino
- Schweden
- Schweiz
- Serbien
- Slowakei
- Slowenien
- Spanien (ohne  Kanarische Inseln)
- Tschechien
- Ungarn
- Vatikanstadt
- Vereinigtes Königreich:
  -  Gibraltar

## Westeuropäische Sommerzeit: Nördliche Hemisphäre
- Färöer
- Guernsey
- Irland
- Isle of Man
- Jersey
- Portugal (ohne  Azoren)
- Kanarische Inseln ( Spanien)
- Vereinigtes Königreich (British Summer Time, abgekürzt BST)

## Sommerzeit: Südliche Hemisphäre
- Namibia war der einzige afrikanische Staat der südlichen Hemisphäre, der eine Zeitumstellung eingeführt hatte. Im Südsommer (September bis April) galt zwischen 1994 und 2017 die vormalige Standardzeit UTC+2, im Südwinter (April bis September) hingegen die UTC+1. Diese Regelung galt für alle Regionen Namibias mit Ausnahme der Region Sambesi. Die Zeitumstellung in Namibia fand am ersten Sonntag im September beziehungsweise am ersten Sonntag im April statt, sodass wenige Wochen im Jahr Zeitgleichheit mit Mitteleuropa herrschte. Am 7. August 2017 wurde die Umstellung mit Wirkung zum 3. September 2017 abgeschafft und UTC+2 wieder, wie vor 1994, ganzjährig behalten.[1] Siehe auch: Gesetzliche Zeit in Namibia